# Куижева, Саида Казбековна
Куижева Саида Казбековна (род. 12 августа 1971 года, Майкоп, РСФСР, СССР) — доктор экономических наук, ректор Федерального государственного бюджетного образовательного учреждения высшего образования «Майкопский государственный технологический университет». Главный редактор журнала «Новые технологии».

## Биография
Родилась в г. Майкопе в семье служащих. Отец, Багов Казбек Умарович, работал нефтяником, 13 лет трудился на о. Сахалин. Мать, Багова Муслимет Махмудовна, работала врачом-стоматологом, удостоена почетного звания «Заслуженный врач Республики Адыгея».
Окончила с медалью Майкопскую среднюю школу №3, в 1993 г – с отличием математический факультет Адыгейского государственного университета по специальности «Математика, информатика и вычислительная техника».

## Трудовая деятельность
Начинала трудовую деятельность в 1993 г. с учителя математики в Адыгейской республиканской гимназии.  С 1995 г. приступила к работе в Майкопском государственном технологическом университете в должности ассистента кафедры физики и математики, с 1997 по 2003 гг. – старший преподаватель кафедры высшей математики и системного анализа МГТУ. После защиты кандидатской диссертации в 2003 г. на тему «О дифференциальных уравнениях, порождённых коммутирующими линейными дифференциальными операторами» на соискание учёной степени кандидата физико-математических наук избрана на должность доцента кафедры. В 2005 году присвоено учёное звание доцента кафедры, в 2009 году избирается на должность заведующего кафедрой высшей математики и системного анализа.
В 2016 году успешно защитила диссертацию на соискание учёной степени доктора экономических наук по теме «Разработка концепции, методологии и математического инструментария инновационно-ориентированного развития вуза». В 2017 году решением высшей аттестационной комиссии присуждена степень доктора экономических наук. Является автором более 100 научных публикаций и учебно-методических работ.
С 2003 г. начинает работать на административных должностях, назначается начальником учебно-методического управления Майкопского государственного технологического университета.  С апреля 2013 г. – исполняющая обязанности проректора по учебной работе, с августа 2013 по февраль 2014 годах – исполняющая обязанности ректора. В феврале 2014 года утверждена в должности ректора МГТУ.
В 2018 году одной из первых ректоров внедряет проект «Бережливый вуз — МГТУ», в рамках которого создан обучающий центр – фабрика процессов, где проходят обучение государственные чиновники и представители бизнес-сообществ. С 2018 г. по 2022 г. является председателем Ассоциации бережливых ВУЗов России.

## Санкции
6 марта 2022 года после вторжения России на Украину подписала письмо в поддержу российской агрессии. С 9 июня 2022 года находится под персональными санкциями Украины за поддержку войны. Также была внесена ФБК в список коррупционеров и разжигателей войны за поддержку нападения на Украину, 16 марта 2022 года форумом свободной России внесена в санкционный «Список Путина» и доклад «поджигателей войны» с предложением введения против неё международных санкций.

## Общественная деятельность[10]
- Член Российского Союза ректоров
- Член Совета ректоров вузов Юга России
- Член координационного совета по экономической политике Республики Адыгея
- Член Общественного совета при следственном управлении Следственного комитета РФ по РА
- Член Общественного совета при Управлении Федеральной налоговой службы по Республике Адыгея
- Член Комиссии по координации работы по противодействию коррупции в Республике Адыгея
- Член Донорского совета Республики Адыгея
- Член Комиссии по формированию и подготовке резерва управленческих кадров Республики Адыгея
- Член регионального политического совета партии «Единая Россия»
- Член ОО «Союз женщин Республики Адыгея»
- Заместитель председателя Совета ректоров вузов Краснодарского края и Республики Адыгея
- Заместитель председателя Совета при Главе Республики Адыгея по вопросам высшего образования, науки и научно-технической политики
- Председатель Ассоциации бережливых ВУЗов России
- Председатель Общественного совета при Главном управлении МЧС России по Республике Адыгея
- Депутат Государственного Совета-Хасе Республики Адыгея
- Сопредседатель Координационного совета Хасэ врачей
- Председатель Адыгейского регионального отделения «Российского общества «Знание»

## Почётные звания и награды[источникне указан 1032 дня]
- Заслуженный деятель науки Республики Адыгея (17 марта 2016) — за вклад в развитие науки и подготовку квалифицированных специалистов[11]
- Почётная грамота Министерства образования и науки РА (2003, 2007, 2016)
- Медаль «В ознаменование 25-летия Республики Южная Осетия» (2016)[12]
- Юбилейная медаль «Республика Адыгея — 25 лет» (2016)
- Почётное звание «Заслуженный работник высшей школы Республики Абхазия» (2018)[13]
- Памятная медаль «100 лет Краснодарской Краснознамённой орденов Кутузова и Красной Звезды 7 военной базе» (2018)
- Медаль МЧС России «За содружество во имя спасения» (2018)[14]
- Почётная грамота Совета Федерации Федерального Собрания Российской Федерации (2018 г.)[15]
- Заслуженный работник высшей школы Республики Адыгея (2021 г.)[16]
- Почётная грамота Государственного Совета-Хасэ Республики Адыгея (2021 г.)
- Медаль Донецкой Народной Республики «За сотрудничество в сфере образования и науки» (2022)[17]
- Медаль МЧС России «За пропаганду спасательного дела» (2022)[18]
- Юбилейная медаль «100-летие образования Республики Адыгея» (2022)
- Памятный знак «Государственный Совет - Хасэ Республики Адыгея 30 лет» (2022)[19]
- Почетный знак «Всероссийская организация ветеранов» (2023)
- Медаль «100 лет судам общей юрисдикции Республики Адыгея» (2023)
- Почетная грамота Председателя Федерации профсоюзов РА (2023)
- Юбилейная медаль «100 лет Кубанскому государственному аграрному университету имени И.Т. Трубилина» (2023)